# Cerme (Panjatan)
Cerme is een bestuurslaag in het regentschap Kulon Progo van de provincie Jogjakarta, Indonesië. Cerme telt 3185 inwoners (volkstelling 2010).